# 中央军事委员会联合参谋部战略战役训练局
中央军事委员会联合参谋部战略战役训练局，位于北京市，是中央军事委员会联合参谋部下属局，负责战略战役训练工作。

## 沿革
原中国人民解放军总参谋部作战部下设有中国人民解放军总参谋部作战部战役训练局。2016年1月，在深化国防和军队改革中，中国人民解放军总参谋部被撤销，新组建中央军委联合参谋部。中央军委联合参谋部下设有中央军委联合参谋部战略战役训练局。李维亚任该局第一任局长。该局主要负责演习演训，并同外军开展联合军事演习及训练。

## 历任局长
中国人民解放军总参谋部作战部战役训练局局长
……
- 廖世宁 大校（2002年—2004年）

……
- 李维亚 大校（？—2014年）[4]

……
| 中央军委联合参谋部战略战役训练局局长 - 李维亚 少将（2016年—？） - 韩林 少将（？—？） | 中央军委联合参谋部战略战役训练局副局长 |